# Nuno Sanchez von Roussillon

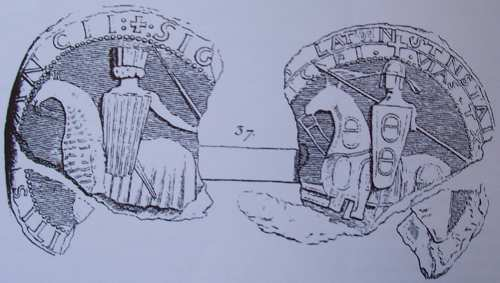
Siegel Nuños den Wappen von Aragón and von Lara.

Nuno Sanchez von Roussillon (Katalan.: Nunó oder Nunyo Sanç, franz.: Nuno Sanche) (* um 1185; † 1242) war Graf von Cerdanya und Roussillon.
Sein Vater war Sancho, seine Mutter Sancha aus dem Haus Lara. Von ihm erbte er 1212 die Grafschaften Cerdanya und Roussillon. 1215 verheiratete sein Vater ihn mit Peronella, Tochter von Bernard IV. von Bigorre. Die Ehe wurde jedoch bereits im folgenden Jahr vom Papst Honorius III. annulliert.
1213 kam Nuño in der Schlacht bei Muret zu spät, um das Leben des Königs Peter II. zu retten. Er und sein Vater dienten daraufhin als Regenten für Peters jungen Erben, bis dieser 1223, dem Todesjahr von Sancho, volljährig wurde. Nuño diente ihm zunächst weiter, wandte sich jedoch später von diesem ab. 1226 kaufte er die Fenouillèdes und Peyrepertuse vom König von Frankreich, Ludwig „dem Löwen“, dem er Treue schwor. 1229 nahm er an einem Feldzug gegen das von Mauren besetzte Mallorca teil. Dies stellt vermutlich seine Rückkehr seiner Loyalität zu Aragon dar, da die Eroberung Mallorcas von den Almoraviden ein lang gehegtes Ziel der Krone von Aragon war. 1234 fiel Mallorca schließlich und Nuño empfing viele Ländereien. Nuño begleitete Jakob I. weiter auf seinen militärischen Expeditionen in Navarra und in Valencia.
1220 heiratete er Teresa López, Tochter von Lupus III., Herr von Bizkaia. Da sie keine Kinder hatten, fielen seine Ländereien und Titel bei seinem Tod an den König. Er wurde begraben im Krankenhaus von Bajoles, nahe Perpignan. Er hinterließ einen unehelichen Sohn, den „Bastard von Roussillon“, der 1284 die Stadt Elne beim Aragonesischen Kreuzzug verteidigte.
| Vorgänger | Amt                           | Nachfolger                            |
| --------- | ----------------------------- | ------------------------------------- |
| Sancho    | Graf von Cerdanya 1223–1242   | mit Aragón vereinigt (König Jakob I.) |
| Sancho    | Graf von Roussillon 1223–1242 | mit Aragón vereinigt (König Jakob I.) |

| Personendaten    | Personendaten                                                                |
| ---------------- | ---------------------------------------------------------------------------- |
| NAME             | Nuno Sanchez von Roussillon                                                  |
| ALTERNATIVNAMEN  | Nunó Sanç (katalanisch); Nunyo Sanç (katalanisch); Nuno Sanche (französisch) |
| KURZBESCHREIBUNG | Graf von Cerdanya und Roussillon                                             |
| GEBURTSDATUM     | um 1185                                                                      |
| STERBEDATUM      | 1242                                                                         |